# Kanjuruhan-stadionramp
De Kanjuruhan-stadionramp was een fatale stormloop van supporters na afloop van een voetbalwedstrijd in het Kanjuruhan-stadion in de Oost-Javaanse plaats Malang in Indonesië op 1 oktober 2022. Na het eerste thuisverlies in 23 jaar van Arema FC tegen Persebaya Surabaya drongen Arema-supporters het veld op om bij hun spelers en functionarissen verhaal te komen halen. De spelers van Persebaya Surabaya hadden toen al het veld verlaten. De inzet van traangas door de oproerpolitie veroorzaakte een stormloop op de uitgangen, waarbij een deel van de slachtoffers verdrukt werd. Anderen zouden door zuurstofgebrek zijn overleden. Er vielen volgens de Indonesische autoriteiten 135 doden.

## Achtergrond
Arema en Persebaya Surabaya kennen sinds lange tijd een stevige rivaliteit; wedstrijden tussen deze clubs staan bekend als de Derbi Super Jawa Timur (de "Super Oost-Java derby"). De clubs speelden een wedstrijd in het kader van de Liga 1-competitie. De wedstrijd werd op 1 oktober 2022 gespeeld in het Kanjuruhan-stadion in de Oost-Javaanse plaats Malang dat een capaciteit heeft van 38.000 toeschouwers. Uiteindelijk werden er 42.000 tickets gedrukt. Op advies van de politie werden echter geen toegangsbewijzen verstrekt aan de supporters van Persebaya.
Hooliganisme is geen onbekend verschijnsel in Indonesië. Sinds de jaren negentig van de twintigste eeuw kwamen er al tientallen supporters om bij voetbalrellen. Op 15 april 2018 hadden rellen in het Kanjuruhan-stadion na een voetbalwedstrijd tussen Arema FC uit Malang en Persib Bandung al een dodelijke afloop; er viel één dode, ook toen doordat de oproerpolitie traangas gebruikte om de menigte uiteen te drijven. Hoewel volgens de FIFA-reglementen traangas en vuurwapens niet gebruikt mogen worden in stadions door stewards of politie, strekt dit reglement zich niet uit tot competities die niet rechtstreeks door de FIFA worden georganiseerd. De Indonesische politie bedient zich hier wel van bij de beveiliging van voetbalwedstrijden.

## Ramp
Gedurende de wedstrijd zelf waren er geen veiligheidsincidenten. Na het einde van de wedstrijd, waarin Persebaya Arema FC met 2-3 versloeg, kwamen er volgens het hoofd van de Oost-Javaanse politie ongeveer 3.000 supporters van Arema FC, bijgenaamd Aremania, het veld op. Ze eisten dat ze de spelers en functionarissen van hun team mochten zien. Beveiligings- en politiefunctionarissen probeerden hen tevergeefs van het veld te krijgen. Dit ontaardde in een rel, waarbij supporters politievoertuigen beschadigden en meerdere branden in het stadion stichtten. De spelers van Persebaya werden middels pantserwagens uit het stadion geëvacueerd. De politie gebruikte traangas in een poging de relschoppers op het veld uiteen te drijven, maar ook richting de tribunes om te voorkomen dat nog meer bezoekers het veld zouden bestormen, waardoor de supporters op het veld en elders in het stadion volgens de politie een stormloop namen op poort 12, een van de uitgangen. Maar ook bij de poorten 3, 10, 11 en 14 waren er problemen. Vijf minuten voor het einde van de wedstrijd hadden alle uitgangsdeuren volledig moeten zijn geopend, maar dat was niet overal het geval. Zo waren er bij het door de supporters verlaten van het stadion deuren die nog maar voor een deel geopend waren. Dit resulteerde in een verdrukking door de menigte. Ook buiten het stadion werd met traangas geschoten.
De spelerslobby en kleedkamers werden gebruikt als geïmproviseerde evacuatieposten, waarbij spelers en officials van Arema FC hielpen bij het evacueren van de slachtoffers die zich na afloop nog in het stadion bevonden. Hiervandaan werden de slachtoffers met ambulances en legertrucks naar ziekenhuizen in de omgeving gebracht.

## Nasleep
De dag na de ramp werd het Arema FC verboden om tot het einde van het voetbalseizoen bij thuiswedstrijden gebruik te maken van het Kanjuhuran-stadion. De president van Indonesië, Joko Widodo, besloot de dag na de tragedie om alle Liga 1-wedstrijden op te schorten tot na een evaluatie van de ramp en het op basis daarvan eerst nemen van eventuele extra veiligheidsmaatregelen. Op 5 oktober 2022 werden ook alle wedstrijden van de Liga 2 en 3 opgeschort. Op 18 oktober 2022 besloot Widodo het Kanjuhuran-stadion af te breken en te vervangen door een stadion dat zou moeten voldoen aan alle FIFA-eisen.